# Alexander Seton
Alexander Seton, född 10 december 1768 i Linlithgow, Skottland, död 1 oktober 1828 i Stockholm, var en skotsksvensk fornforskare.
Alexander Seton var son till juris doktorn Alexander Baron. När han var i tonåren adopterades fadern av sin morbror George Seton, och övertog dennes handelsfirma och övriga verksamheter i Stockholm. Familjen flyttade till Sverige och Ekolssund i mitten på 1780-talet men Alexander Seton skickades 1794 till Storbritannien, för att få vård för "nervfeber". Där hölls han långa tider inspärrad som förment sinnessjuk. Under åren i Storbritannien sysselsatte han sig med självstudier, skrev dikter (Poems, upon various Subjects and on various Occasions, 1826-1827) och kunde också resa i landet för antikvariska studier, främst i runologiskt syfte. Seton hade utbildats för att gå i faderns fotspår och ta över familjeföretaget tillsammans med sin bror Patrick Baron Seton, men var mer intresserad av forntiden, runor och antikviteter. Efter att 1825 ha återvänt till Sverige blev Seton 1827 på grund av sina stora antikvariska intressen korresponderande ledamot av Vitterhetsakademien. Han ägnade sig åt intensivt studium av fornlämningar, samlade fornsaker och företog arkeologiska utgrävningar, framför allt på Björkö i Mälaren 1825–1827. Seton åtog sig vidare att bekosta Johan Gustaf Liljegrens utgivande av Svenskt diplomatarium men avled innan första delen utkom 1829.
Seton gifte sig aldrig och fick inga barn.